# Staphylinochrous sagittata
Staphylinochrous sagittata là một loài bướm đêm thuộc họ Anomoeotidae. Loài này có ở châu Phi.